# سرن ۱۵۳۳۲
سیارک ۱۵۳۳۲ (به انگلیسی: 15332 CERN، نامگذاری:1993TU24) پانزده هزار و سیصد و سی و دومین سیارک کشف شده‌است که در ۹ اکتبر ۱۹۹۳ کشف شد.
قدر مطلق سیارک برابر ۳۵.۴ است.